# Tymoteusz Łopaczyk
Tymoteusz Łopaczyk (ur. 18 stycznia 1996 w Bielawie) – polski zawodnik mieszanych sztuk walki (MMA). Były mistrz organizacji Armia Fight Night oraz Babilon MMA w wadze półśredniej. Aktualnie związany z federacją KSW, w której zajmuje 4 miejsce w oficjalnym rankingu wagi półśredniej.

## Wczesne życie
Ze sportem jest związany od dziecka. Pierwsze kroki w sportach walki stawiał w zapasach, później w brazylijskim jiu-jitsu, w którym startował w turniejach oraz zdobył czarny pas. W późniejszym czasie rozpoczął treningi sportów uderzanych oraz MMA.

## Kariera MMA

### Amatorska kariera i początki w zawodowym MMA
Łopaczyk dwukrotnie zdobył tytuł mistrza Polski w amatorskim MMA w wadze półciężkiej (do 93 kg). Pierwszy wywalczył w grudniu 2016 roku podczas ALMMA 125, zaś drugi w marcu 2017 podczas Forum MMA w Warszawie na PGE Stadionie Narodowym.

### Babilon MMA i walka dla Strife
12 listopada 2021 zadebiutował w organizacji Babilon MMA. W walce wieczoru gali Babilon MMA 26: Wawrzyniak vs. Łopaczyk zmierzył się z Piotrem Wawrzyniakiem. Przegrał przez jednogłośną decyzję sędziów.
10 czerwca następnego roku na gali Babilon MMA 29 miał zawalczyć z Jakubem Kamieniarzem. W późniejszym czasie organizacja poinformowała, że jego nowym rywalem zostanie Kleverson Sampaio. Rywalowi nie udało się dolecieć do Polski na wskazany termin, w związku z tym walka została odwołana. Do polsko-brazylijskiego starcia doszło na następnej edycji gali, w dniu 8 lipca 2022 roku. Zwyciężył przez jednogłośną decyzję sędziów.
22 września 2023 w Chełmie, podczas walki wieczoru gali Babilon MMA 38 zdobył tymczasowy pas mistrzowski organizacji Babilon MMA w wadze półśredniej, pokonując Marka Jakimowicza przez TKO w drugiej rundzie. Po opuszczeniu organizacji Babilon MMA przez Łukasza Siwca pełnoprawny tytuł przejął Tymoteusz Łopaczyk.
Później stoczył jednorazowy pojedynek dla organizacji Strife Tube. 16 lutego 2024 w walce wieczoru gali Strife Tube 3: Łopaczyk vs. Barbosa stoczył walkę z bardziej doświadczonym Allissonem Barbosą. Zwyciężył przez techniczny nokaut w drugiej rundzie, zasypując Brazylijczyka ciosami w parterze.

### KSW
W maju 2024 roku ogłoszono, że Łopaczyk odchodzi z Babilon MMA, na rzecz przejścia do Konfrontacji Sztuk Walki. W debiucie dla największej polskiej organizacji zmierzył się z Brianem Hooi'em. Do walki doszło 7 czerwca podczas gali KSW 95: Wikłacz vs. Przybysz 5 w Olsztynie. Łopaczyk odniósł triumf po 15-minutowej walce, pokonując rywala jednogłośną decyzją sędziowską.
Podczas gali XTB KSW 101: Le Classique, która odbyła się 20 grudnia w Paryżu (Nanterre), miał stoczyć walkę z Arturem Szczepaniakiem. W późniejszym czasie Łopaczyk musiał wycofać się z pojedynku przez problemy zdrowotne.
8 marca 2025 na gali XTB KSW 104: Kuberski vs. Romanowski w Arenie Gorzów, zmierzył się z Oskarem Szczepaniakiem. „Honey Bader” znokautował rywala pod koniec pierwszej rundy.

## Osiągnięcia

### Mieszane sztuki walki
- Amatorska Liga MMA
  - 2016: Zwycięzca tytułu mistrza Polski ALMMA w wadze półciężkiej do 93 kg[8][9]
- Forum MMA
  - 2017: Zwycięzca tytułu mistrza Polski Forum MMA w wadze półciężkiej do 93 kg[10]
- Armia Fight Night
  - 2021: Mistrz Armia Fight Night w wadze półśredniej do 77 kg[2]
- Babilon MMA
  - 2023: Tymczasowy mistrz Babilon MMA w wadze półśredniej do 77 kg[3]
  - 2023-2024: Mistrz Babilon MMA w wadze półśredniej do 77 kg

### Brazylijskie-jiu-jitsu
- 2012: Ogólnopolski Turniej Sportów Walki NO-GI FIHGT Bielawa – 2 miejsce w kat. -74 kg junior (Bielawa)[28]
- 2012: III Świąteczny turniej BJJ w Bielawie – 1 miejsce w kat. -75 kg początkujący (Bielawa)[29]
- 2013: II Ogólnopolski Turniej No-Gi Fight Dzierżoniów 2013 – 2 miejsce w kat. -74 kg junior (Dzierżoniów)[30]
- 2013: III Puchar Prezydenta Miasta Jeleniej Góry – 2 miejsce w kat. -76 kg junior (Dzierżoniów)[31]
- 2013: III Puchar Polski NO GI CBJJ Rules 2013 – 3 miejsce w kat. -81,49 kg junior (?)[32]
- 2016: V Ogólnopolski Turniej NO GI FIGHT Dzierżoniów – 3 miejsce w kat. +88 kg purpurowe pasy (Dzierżoniów)[33]
- 2023: Czarny pas[6]

## Lista walk w MMA

### Zawodowe
| Wynik     | Bilans | Przeciwnik (bilans przed walką) | Rozstrzygnięcie                  | Runda | Czas | Rozgrywki                               | Data       | Miejsce             | Uwagi                                                              |
| --------- | ------ | ------------------------------- | -------------------------------- | ----- | ---- | --------------------------------------- | ---------- | ------------------- | ------------------------------------------------------------------ |
|           |        | Madars Fleminas (13-7)          |                                  |       |      | XTB KSW 110: Grzebyk vs. Tulshaev       | 20.09.2025 | Rzeszów             | co-Main Event                                                      |
| Wygrana   | 13-3   | Oskar Szczepaniak (7-1)         | TKO (ciosy pięściami)            | 1     | 4:38 | XTB KSW 104: Kuberski vs. Romanowski    | 08.03.2025 | Gorzów Wielkopolski |                                                                    |
| Wygrana   | 12-3   | Brian Hooi (19-10. 1 NC)        | Decyzja (jednogłośna)            | 3     | 5:00 | KSW 95: Wikłacz vs. Przybysz 5          | 07.06.2024 | Olsztyn             | Debiut w KSW. Łopaczyk przekroczył limit wagi półśredniej.         |
| Wygrana   | 11-3   | Allisson Barbosa (21-9)         | TKO (ciosy pięściami)            | 2     | 4:05 | Strife Tube 3: Łopaczyk vs. Barbosa     | 16.02.2024 | Radom               | Limit umowny -80 kg. Main Event                                    |
| Wygrana   | 10-3   | Marek Jakimowicz (3-2)          | TKO (ciosy pięściami)            | 2     | 2:33 | Babilon MMA 38: Łopaczyk vs. Jakimowicz | 22.09.2023 | Chełm               | Zdobył tymczasowy pas Babilon MMA w wadze półśredniej. Main Event. |
| Wygrana   | 9-3    | Kleverson Sampaio (13-6)        | Decyzja (jednogłośna)            | 3     | 5:00 | Babilon MMA 30: Sudolski vs. Macedo     | 08.07.2022 | Międzyzdroje        | Limit umowny -80 kg.                                               |
| Przegrana | 8-3    | Piotr Wawrzyniak (8-5)          | Decyzja (jednogłośna)            | 3     | 5:00 | Babilon MMA 26: Wawrzyniak vs. Łopaczyk | 12.11.2021 | Ożarów Mazowiecki   | Debiut w Babilon MMA. Main Event                                   |
| Wygrana   | 8-2    | Jacek Bednorz (7-6)             | TKO (ciosy pięściami)            | 1     | 3:35 | Armia Fight Night 10                    | 16.07.2021 | Żywiec              | Zdobył szablę mistrzowską AFN w wadze półśredniej. Main Event      |
| Przegrana | 7-2    | Ismaił Naurdijew (19-4)         | Decyzja (jednogłośna)            | 3     | 5:00 | EMC 5                                   | 05.09.2020 | Düsseldorf          | Co-Main Event                                                      |
| Wygrana   | 7-1    | Michał Golasiński (8-4)         | TKO (ciosy pięściami)            | 2     | 2:54 | FEN 26: The Greatness                   | 12.10.2019 | Wrocław             |                                                                    |
| Wygrana   | 6-1    | Aleksandr Udoviko (3-4-1)       | TKO (ciosy pięściami i łokciami) | 1     | 2:39 | Bebson Arena 5                          | 24.08.2019 | Bielawa             | Main Event                                                         |
| Wygrana   | 5-1    | Łukasz Siwiec (4-0)             | TKO (kolana)                     | 3     | 1:25 | Armia Fight Night 6                     | 14.06.2019 | Radom               |                                                                    |
| Przegrana | 4-1    | Szymon Dusza (6-4)              | TKO (kopnięcia i cios na korpus) | 1     | 0:55 | FEN 23: Rebecki vs. Imavov              | 12.01.2019 | Lubin               |                                                                    |
| Wygrana   | 4-0    | Jacek Jędraszczyk (5-0)         | Poddanie (duszenie zza pleców)   | 3     | 2:39 | FEN 21: Grzebyk vs. Vieira              | 25.05.2018 | Wrocław             | Bonus za walkę wieczoru.                                           |
| Wygrana   | 3-0    | Adrian Błeszyński (4-1)         | Decyzja (jednogłośna)            | 3     | 5:00 | FEN 19: Battle for Wrocław              | 14.10.2017 | Wrocław             | Debiut w FEN.                                                      |
| Wygrana   | 2-0    | Arkadiusz Maziakowski (2-0)     | Poddanie (duszenie zza pleców)   | 3     | N/A  | Bebson Arena 2                          | 29.10.2016 | Bielawa             | Limit umowny -88 kg.                                               |
| Wygrana   | 1-0    | Wojciech Balejko (4-5)          | Poddanie (duszenie zza pleców)   | 1     | 1:50 | MMA Zabkowice Slaskie 1 - Fight Night   | 23.04.2016 | Ząbkowice Śląskie   | Debiut w wadze półciężkiej.                                        |

### Amatorskie
| Wynik     | Bilans | Przeciwnik (bilans przed walką) | Rozstrzygnięcie                             | Runda | Czas | Rozgrywki | Data       | Miejsce   | Uwagi                                        |
| --------- | ------ | ------------------------------- | ------------------------------------------- | ----- | ---- | --------- | ---------- | --------- | -------------------------------------------- |
| Wygrana   | 3-1    | Bartosz Zaczeniuk (4-3)         | Poddanie (dźwignia prosta na staw łokciowy) | 1     | 2:57 | ALMMA 125 | 18.12.2016 | Sochaczew | Zwyciężył turniej ALMMA w wadze półciężkiej. |
| Wygrana   | 2-1    | Damian Kwaśniewski (0-1)        | Decyzja                                     | 2     | 4:00 | ALMMA 76  | 15.03.2015 | Wrocław   | Mistrzostwa Turnieju ALMMA.                  |
| Przegrana | 1-1    | Paweł Bińkowski (1-0)           | Decyzja                                     | 1     | 4:00 | ALMMA 49  | 01.12.2013 | Wrocław   |                                              |
| Wygrana   | 1-0    | Albert Kita (0-0)               | Decyzja                                     | 1     | 4:00 | ALMMA 49  | 01.12.2013 | Wrocław   | Debiut w amatorskim MMA.                     |